# メーラーノーイ郡
座標: 北緯18度23分4秒 東経97度56分13秒 / 北緯18.38444度 東経97.93694度
メーラーノーイ郡（メーラーノーイぐん）はタイ北部・メーホンソーン県にある郡（アムプー）である。

## 名称
メー・ラーノーイとは、ラーノーイ川という意味であり、この川は郡内を流れる川である。ラーノーイのラーとは元々の原住民であったラワ族のことで、ラワがなまってこう呼ばれたとされる。ノーイとは小さいという意味である。これは郡内にメー・ラールワンと言う川がありこのルワン（「大きい」の意）と一対になっている。つまり、メーラーノーイとは「小ラワ川」と言う意味になる。

## 歴史
元々ラワ族が住んでいた地域であったが、後にシャン族が流入してきた。
1962年11月15日、タムボン・メーラールワンがクンユワム郡からメーサリエン郡に移譲された。同日、人口が増え発展したことを理由に、タムボン・メーラールワン、タムボン・メーラーノーイがメーサリエン郡から分離し、メーラーノーイ分郡（アムプー）を形成、メーサリエン郡の管轄下におかれた。1975年8月8日、分郡から郡（アムプー）へ昇格した。

## 地理
郡の中心地はメーラーノーイ川の形成した盆地にある。また郡内には南北にユワム川が流れ、南北に延びる盆地を形成しており、その東西を山岳地帯が囲んでいる。郡の重要な河川はユワム川、メーラーノーイ川、メーラールワン川である。
交通は国道108号線が南北に延びており南にメーサリエン方面、北にメーホンソーン方面と通じる。また東南に1266号線が延びておりホート方面と通じる。

## 経済
郡内の主な産業は農業である。郡の主な生産品は、ダイズ、ニンニク、キャベツ、アラビカ種のコーヒー豆である。

## 行政区分
郡は8のタムボンに分かれ、さらにその下位に69の村（ムーバーン）がある。自治体（テーサバーン）があり、以下のようになっている。
- テーサバーンタムボン・メーラーノーイ・・・タムボン・メーラーノーイの一部

また郡内には8のタムボン行政体（オンカーンボーリハーンスワンタムボン）がある。
1. タムボン・メーラーノーイ・・・ตำบลแม่ลาน้อย
2. タムボン・メーラールワン・・・ตำบลแม่ลาหลวง
3. タムボン・ターパープム・・・ตำบลท่าผาปุ้ม
4. タムボン・メートー・・・ตำบลแม่โถ
5. タムボン・フワイホーム・・・ตำบลห้วยห้อม
6. タムボン・メーナーチャーン・・・ตำบลแม่นาจาง
7. タムボン・サンティキーリー・・・ตำบลสันติคีรี
8. タムボン・クンメーラーノーイ・・・ตำบลขุนแม่ลาน้อย